# Большемедведевский
Большемедведевский — хутор в Совхозной сельской территории городского округа «город Михайловка» Волгоградской области России.

## История
Хутор Большие Медведи получил название по фамилии семейства Медведевых, которые в свое время оказались на каторге в Сибири, а после ссылки ушли с казачьими переселенцами осваивать эти места и осели своим хутором.
Из Сибири семья Медведевых принесла интересный народный промысел, которым долгое время славились хутора Большемедведевский и Маломедведевский — резьба по дереву, причем по самой сложной для отделки части — близ корней, фактически по пню. Вырезали в основном фигурки медведей. Промысел ясно показывал сибирский быт — подобные промыслы, особенно учитывая безлесность местности, в этих местах были крайне необычны. Сейчас этот промысел безвозвратно утерян.

## География
Расположен в северо-западной части области, в лесостепи, в пределах Приволжской возвышенности, являющейся частью Восточно-Европейской равнины, на водоразделе бассейнов Бузулука и Медведицы. На востоке от хутора имеется пруд, в полукилометре к западу от хутора проходит защитная лесополоса.
Абсолютная высота 155 метров над уровня моря
.
Находится в 19 км к северо-северо-западу от Михайловки и в 195 км от Волгограда.
Уличная сеть
состоит из девяти географических объектов:
- Переулки: Восточный пер., Грейдерный пер., Парковый пер., Первомайский пер.
- Улицы: ул. Восточная, ул. Грейдерная, ул. Зелёная, ул. Ленина, ул. Молодёжная

## Население
| 2010 |
| ---- |
| 114  |

Гендерный состав
По данным Всероссийской переписи населения 2010 года в гендерной структуре населения из 114 человек мужчин — 51, женщин — 63 (44,7 и 55,3 % соответственно).
Национальный состав
Согласно результатам переписи 2002 года, в национальной структуре населения
русские составляли 100 % из общей численности населения в 118 человека.

## Инфраструктура
Хутор не газифицирован.

## Транспорт
Ближайшая ж.-д. станция Кумылга расположена в хуторе Троицкий (7 км к западу, на линии Липецк — Волгоград). Имеется подъездная автодорога от Троицкого, продолжающаяся далее к хутору Маломедведевский (5 км к северо-востоку).